# Gemma Gallego Sánchez
María Gemma Gallego Sánchez (1962) és una magistrada espanyola. És vocal del Consell General del Poder Judicial (CGPJ) a proposta del Partit Popular des de setembre de 2008. Coneguda per haver estat instructora del "cas de l'informe sobre l'àcid bòric".

## Biografia
Magistrada en el Jutjat de Primera Instància i Instrucció número 5 de Badalona, el 1997 va ser jutge de Primera Instància i Instrucció número 5 de Móstoles.
És membre de l'Associació Professional de la Magistratura.

## Cas de l'àcid bòric
Com a magistrada del Jutjat d'Instrucció 35 de Madrid, Gemma Gallego va anul·lar la imputació per falsedat que va fer el jutge de l'Audiència Nacional Baltasar Garzón als tres perits -Manuel Escribano, Isabel López i Pedro Manrique-, que havien elaborat un informe en el qual vinculaven ETA amb els atemptats de l'11-M. El cas es coneix com a "cas de l'informe sobre l'àcid bòric" a causa que va ser la presència d'aquesta substància a casa de Hassan El Haski i també en un registre realitzat el novembre de 2001 en un pis franc d'ETA a Salamanca la que va portar als perits a relacionar ETA amb l'11-M.
Gallego va argumentar que la falsedat documental es produeix quan resulten afectades algunes de les funcions essencials que compleix un document i va subratllar que cap de les funcions del document de referència va resultar afectada per la conducta observada pels perits.
Després d'absoldre als perits, la jutgessa va asseure a la banqueta (en contra del criteri de la Fiscalia) els principals comandaments de la policia científica que havien treballat en el cas, els quals havien eliminat de l'informe dels perits les referències a ETA per considerar-les desencaminades i freturoses de rigor científic. Els agents van ser finalment absolts al juny del 2008.

## Consell General del Poder Judicial
És un dels membres del Consell General del Poder Judicial, triats per majoria de tres cinquens en els plens del Congrés i el Senat en els dies 16 i 17 de setembre de 2008.

### Cas Garzón
El març de 2010 Gemma Gallego Sánchez, amb el conservador Fernando de Rosa Torner i la progressista Margarita Robles, van ser recusats com a vocals pel magistrat de l'Audiència Nacional Baltasar Garzón, que demanava a la Sala Penal del Tribunal Suprem d'Espanya que el mantinguessin en el seu lloc, per ser els tres vocals que més animadversió van mostrar contra ell.